# José Avelino Bettencourt
José Avelino Bettencourt, né le 23 mai 1962 à Velas (Portugal), est un prêtre et diplomate luso-canadien, chef du protocole de la secrétairerie d'État du Saint-Siège à partir du 14 novembre 2012 avant d'être nommé nonce apostolique le 26 février 2018.

## Biographie
Né à Velas (Açores) en 1962, il part très jeune avec sa famille pour le Canada. Ordonné prêtre le 29 juin 1993, il commence son ministère à l'archidiocèse d'Ottawa. Il obtient deux diplômes, en littérature puis en théologie, à l'Université d'Ottawa.
Il entre au service diplomatique du Saint-Siège en 1999 et obtient un doctorat en droit canonique de l'Université pontificale grégorienne. Il commence à exercer son ministère diplomatique auprès de la nonciature apostolique en République démocratique du Congo (en), puis il est transféré à la secrétairerie d'État du Saint-Siège. Depuis 2003, il est prélat d'honneur de Sa Sainteté.
Le 14 novembre 2012, Benoît XVI le nomme chef du protocole de la secrétairerie d'État. Il est ainsi responsable des contacts entre les ambassades accréditées près le Saint-Siège et les autorités du Saint-Siège et du Vatican.
En février 2018, le vaticaniste Andrea Tornielli annonce qu'il est pressenti pour devenir nonce apostolique en Géorgie (en) et être ainsi élevé à la dignité épiscopale. L'information est, en partie, confirmée le 26 février avec l'annonce, par la Salle de presse du Saint-Siège de son élévation à la dignité d'archevêque avec le titre de Citanova et de sa nomination comme nonce apostolique. Il est nommé nonce apostolique en Arménie (en) le 1er mars suivant et nonce apostolique en Géorgie une semaine plus tard. Il est ordonné évêque en la basilique Saint-Pierre par le pape François le 19 mars 2018  en même temps qu'Alfred Xuereb et Waldemar Stanisław Sommertag, également nonces apostoliques. Il est remplacé au poste de chef de protocole par Joseph Murphy.

### Rang ecclésiastique
- : Prêtre de l'Église catholique - 29 juin 1993
- : Chapelain de Sa Sainteté - 2003
- : Archevêque - 19 mars 2018

## Décorations

### Décorations portugaises
- Commandeur de l'Ordre militaire du Christ (pt), Palais national de Belém, 29 avril 2013
- Grand Officier de l'ordre de l'Infant Dom Henri, 23 avril 2016

### Décorations étrangères
- Officier de l'ordre de l'Étoile de Roumanie (décret du 30 avril 2015 du président Klaus Iohannis[8])
- Grand officier de l'ordre du Mérite de la République italienne, sur proposition du Conseil des ministres, Rome, 15 avril 2015[9]
- Titre de noblesse au Cameroun, dans le grassfield Bamiléké, par Fo Sokoudjou, roi de Bamendjou, Palais de la chefferie Bamendjou, 18 aout 2024.